# تاتيانا نبييفا
تاتيانا أوليغفنا نبييفا (بالروسية: Татьяна Олеговна Набиева) هي لاعبة جمباز فني روسية ولدت في يوم 21 نوفمبر 1994 في مدينة بوشكين في روسيا. أبرز إنجازاتها هو فوزها بالميدالية الذهبية في بطولة العالم للجمباز الفني في سنة 2011 وفازت بميداليتين فضيتين وميدالية برونزية.